# Хостел 3
«Хостел 3» (англ. Hostel: Part III) — американский фильм ужасов 2011 года режиссера Скотта Шпигеля, третья и последняя часть трилогии «Хостел». Автор сценария Майкл Д. Уаайс. Это единственный фильм в серии, в производстве которого не участвовал Элай Рот, и единственный фильм, не имеющий театрального релиза. В фильме Элитный охотничий клуб также перемещается из Словакии в Лас-Вегас.
В центре сюжета — четверо мужчин, приехавших на мальчишник в Лас-Вегас. Там две проститутки заманивают их присоединиться к ним на частной вечеринке вдали от Стрипа. Оказавшись там, они с ужасом обнаруживают, что стали участниками извращенной игры в пытки, где члены Элитного охотничьего клуба устраивают самое садистское шоу в городе. Фильм был выпущен на DVD 27 декабря 2011 года и получил смешанные отзывы от критиков и зрителей. Аудитория хвалила сюжет, персонажей и качество фильма, как выпущенного для малых экранов, критиковались визуальные эффекты и слабая сюжетная связь с предыдущими частями.

## Сюжет
Молодой человек по имени Тревис заходит в гостиничный номер, где остановилась украинская пара Виктор и Анка. Анка и Виктор падают без сознания под действием пива, которое дает им Трэвис, и выясняется, что Трэвис — член Элитного охотничьего клуба. Позже Виктор просыпается в камере в заброшенном здании и наблюдает, как два охранника вытаскивают Анку из камеры.
Скотт оставляет свою невесту Эми, чтобы отправиться в Лас-Вегас со своим другом Картером на мальчишник Скотта. Там они встречаются с другими своими друзьями, Майком и Джастином. Все четверо отправляются в ночной клуб, где встречают Кендру и Никки, двух эскортниц, которым Картер тайно заплатил за секс со Скоттом. Кендра и Никки рассказывают четверым мужчинам о «странной» вечеринке, на которую они могут пойти в другом конце города, и четверо мужчин берут такси до заброшенного здания. На вечеринке Кендра делает шаг к Скотту, но он отказывается и рассказывает ей о том, как раньше изменял Эми и чуть не потерял ее, и не хочет, чтобы это повторилось. На следующее утро Скотт просыпается в своем гостиничном номере вместе с Картером и Джастином. Все трое интересуются, где Майк, так как он не отвечает на звонки.
Майк просыпается в камере и начинает паниковать. Два охранника пристегивают его к стулу в пустой комнате, одна стена которой сделана из стекла, и Майк выставлен на обозрение богатых клиентов. В комнату входит клиент средних лет, одетый как врач; Майк умоляет его, но тот разрезает и сдирает Майку кожу с лица. Беспокоясь за Майка, Скотт, Картер и Джастин отправляются в трейлер Никки, но не могут найти ее. Кендра приезжает и обнаруживает, что Никки тоже пропала. Тем временем Никки привозят в ту же комнату, что и Майка, и привязывают к столу. В комнату входит другой мужчина, говорящий по-венгерски, и выпускает на Никки банку, полную тараканов, некоторые из которых заползают ей в рот и душат её.
Скотт, Картер, Джастин и Кендра получают сообщение с телефона Майка, отправленное Трэвисом, о встрече с ним и Никки в гостиничном номере. Когда они приезжают туда, всех похищает Трэвис, и они просыпаются в отдельных камерах вместе с Виктором. Два охранника уводят Джастина, а Картер звонит охраннику и сообщает, что он тоже клиент. После того, как он показывает свою татуировку «Элитный охотничий клуб», охранники отпускают его.
Джастина привязывают к стулу, а Картер, Флемминг и Тревис наблюдают, как костюмированная женщина стреляет в него из арбалета. Начинается главное событие, и Скотт оказывается привязанным к стулу. Он спрашивает Картера, зачем он это делает, и Картер отвечает, что хочет заполучить Эми себе, так как у них были отношения до того, как она ушла к Скотту. Картер говорит, что разочарован тем, что Эми осталась со Скоттом после того, как Картер рассказал ей о неверности Скотта. Он говорит, что когда Скотт умрет, он утешит Эми, и она захочет быть с ним.
Флемминг приказывает отвязать Скотта от стула, и Скотт и Картер ссорятся. Скотт наносит Картеру удар ножом, срезает татуировку Картера, а затем сбегает, используя татуировку Картера на сканерах. Виктор убивает одного из охранников и освобождается, но его убивает другой охранник. Скотт вызывает полицию и освобождает Кендру, которую застреливает Трэвис. Флемминг приказывает убить всех заключенных. Скотт и Тревис дерутся, и Скотт убивает Тревиса. Флемминг взрывает здание и пытается уехать, но Картер убивает его и забирает машину. Картер видит Скотта и запирает ворота, прежде чем Скотт может добраться до него. Затем он быстро уезжает, пока здание взрывается, а Скотт остается в воротах.
Через некоторое время Картер утешает Эми в ее доме. Пригласив его остаться на ночь, Эми обнаруживает, что Скотт все еще жив, и прикручивает руку Картера к стулу штопором. Появляется обгоревший Скотт, и пара приковывает его к стулу в её гараже, где Скотт убивает его легким газовым культиватором.

## В ролях
| Актёр            | Роль                    |
| ---------------- | ----------------------- |
| Кип Парду        | Картер                  |
| Брайан Хэллисей  | Скотт                   |
| Джон Хенсли      | Джастин                 |
| Сара Хабель      | Кендра                  |
| Крис Кой         | Трэвис                  |
| Скайлер Стоун    | Майк                    |
| Томас Кречман    | Флемминг                |
| Сулай Энао       | Никки                   |
| Никола Шкрели    | Виктор                  |
| Эвелина Обоза    | Анка                    |
| Фрэнк Альварес   | Меса                    |
| Деррик Карр      | Моссберг                |
| Келли Тибо       | Эми                     |
| Тим Холмс        | Беард                   |
| Бэрри Ливингстон | доктор (клиент)         |
| Дэнни Джейкобс   | средневосточный таксист |

## Производство
В июне 2008 года было объявлено, что Скотт Шпигель, один из исполнительных продюсеров фильмов "Хостел" и "Хостел 2", ведет переговоры о постановке третьего фильма серии. В июле 2009 года Илай Рот подтвердил, что он не будет режиссером "Хостел 3". Позднее Total Film сообщил, что Илай Рот будет участвовать в проекте, но только в качестве продюсера, и что фильм откажется от европейских локаций предыдущих фильмов в пользу американского сеттинга, однако к моменту выхода фильма Рот не был указан. В октябре 2011 года был выпущен трейлер к фильму, подтверждающий, что действие фильма происходит в Лас-Вегасе.

## Релиз
К фильму было приложено множество инструментов вирусного маркетинга, в том числе коллекция QR-кодов, при сканировании которых можно было получить эксклюзивный контент. Один из них можно увидеть на 1:09:26 в фильме. Однако из-за негативного восприятия фильма тестовой аудиторией маркетинговая кампания была прекращена. Теперь при сканировании кода на экране появляется фраза "top left 8".
"Хостел 3" был выпущен на DVD и видео по запросу 27 декабря 2011 года в США и 18 января 2012 года в Европе.
На агрегаторе рецензий Rotten Tomatoes фильм имеет рейтинг одобрения 67% на основе шести рецензий, со средней оценкой 6,25/10.